# Antonio Marino
Antonio Marino (Buenos Aires, Argentina, 11 de marzo de 1942) es un sacerdote y obispo argentino que se desempeña como Obispo Emérito de Mar del Plata.

## Biografía

### Primeros años y formación
Nacido en Buenos Aires, hijo de padres inmigrantes italianos, recibió su formación cristiana en la Parroquia de Nuestra Señora de Balvanera, en tiempos de Monseñor Carreras y perteneció a las filas de la Acción Católica. 
Cursó sus estudios secundarios en el Colegio Nacional de Buenos Aires y a su término ingresó en el Seminario Metropolitano de Buenos Aires.
Tras dos años de formación espiritual y humanística en el Seminario Menor, realizó sus estudios eclesiásticos en el ámbito de la Facultad de Teología de la Pontificia Universidad Católica Argentina, donde obtuvo la licenciatura en Teología en 1971.

## Sacerdocio
El 27 de noviembre de ese mismo año, recibió la ordenación presbiteral de manos del entonces arzobispo coadjutor de Buenos Aires, Juan Carlos Aramburu.
Fue enviado a Roma para completar sus estudios, y en 1978 obtuvo el grado de doctor en Teología en la Pontificia Universidad Gregoriana. 
Ejerció el ministerio sacerdotal en diversas parroquias de la Arquidiócesis de Buenos Aires: 
- San Benito Abad
- Nuestra Señora de Montserrat
- San José de Flores
- Nuestra Señora de Luján Castrense y la Inmaculada Concepción de Belgrano.

Fue además profesor de Seminario Catequístico Arquidiocesano "María Auxiliadora", donde dictaba "Teología de la Fe".
En 1993, Juan Pablo II lo distinguió con el título pontificio de "Prelado de Honor de Su Santidad", y desde 1994 fue director espiritual del Seminario Metropolitano de Buenos Aires.
Predicó numerosos ejercicios espirituales al clero y a seminaristas y ha dado conferencias y numerosos cursos de actualización teológica y pastoral en numerosas diócesis del país. Al mismo tiempo se desempeñó como profesor de Teología Dogmática en la Facultad de Teología de la Pontificia Universidad Católica Argentina, enseñando cristología, mariología y sacramentos y dictando cursos y seminarios de licenciatura.
Fue Vicedecano de la Facultad de Teología durante dos períodos (1990 – 1996) y Director de la Biblioteca de la Facultad (1979 – 2003). 
Dirigió tesis de licenciatura, seminarios interdisciplinares, etc., en diversas oportunidades en calidad de ponente; dictó numerosas conferencias sobre temas teológicos de actualidad, destinadas a sacerdotes, consagrados y laicos.
Publicó numerosos artículos sobre temas de su especialidad; es autor de “Eucaristía, evangelización y misión” (Buenos Aires, CEA, 1993) y coeditor de “Apacienten el rebaño de Dios. Libro del Centenario del Seminario en Villa Devoto” (Buenos Aires, 1999). 
Ejerció cargos y funciones en el ámbito arquidiocesano y nacional; asesor teológico y doctrinal de la Comisión Episcopal de Fe y Cultura (desde 1996); miembro de la Sociedad Argentina de Teología; censor arquidiocesano (desde 1991 hasta la fecha); miembro de la Comisión Arquidiocesana para la formación del Clero joven (1991 – 2002); Juez del Tribunal Interdiocesano Bonaerense (1988 – 1997); Juez del Tribunal Eclesiástico Nacional (desde 1997); miembro de la Fundación Amigos de la UCA (FAUCA), en calidad de vocal (2000).
En la Conferencia Episcopal Argentina, es miembro de las Comisiones Episcopales de Fe y Cultura y de Ministerios, para el trienio 2008 - 2011.

## Episcopado

### Obispo Auxiliar de La Plata

#### Nombramiento
El 11 de abril de 2003, Juan Pablo II designó a Antonio Marino obispo auxiliar de la diócesis de La Plata y obispo titular de Basti.

#### Ordenación Episcopal
El sábado 31 de mayo de 2003, festividad de la Visitación de la Santísima Virgen, por la tarde tuvo lugar la Consagración Episcopal de Monseñor doctor Antonio Marino en esos cargos.
La celebración contó con la presencia de más de veinte arzobispos y obispos, y fue presidida por el arzobispo de La Plata Héctor Rubén Aguer, quién fue el consagrante principal; los coconsagrantes elegidos por monseñor Marino fueron el arzobispo emérito de Paraná, Estanislao Karlic, y el obispo titular de Mentesa y auxiliar emérito de Buenos Aires, Mario José Serra.
Fueron presbíteros asistentes del obispo consagrando monseñor Rodolfo José O’Neill (vicario general de la Arquidiócesis de La Plata), monseñor Miguel Ángel Irigoyen, monseñor Alfredo Zecca (en ese entonces de la UCA) y monseñor Antonio Domingo Aloisio, estos tres miembros del clero porteño.
No habiendo por esos momentos nuncio apostólico en la Argentina, esa representación diplomática de la Santa Sede estuvo a cargo de monseñor Nicolás Girasoli, a cargo de la Nunciatura Apostólica, el que asistió a la Santa Misa. 
El nuevo obispo se dirigió a la asamblea antes de la bendición final del arzobispo, con palabras que impresionaron a la audiencia y cabe destacar que al momento de la Consagración Episcopal, fue muy nutrida la presencia tanto de las religiosas que se encuentran en la Arquidiócesis como de los Seminaristas del Seminario San José de La Plata, como así también de Seminaristas del clero porteño, muchos de los cuales han sido alumnos de las clases de Teología que en el Seminario Conciliar de Villa Devoto dictó por años y han recibido de él la dirección espiritual.

### Obispo de Mar del Plata

#### Nombramiento
Benedicto XVI, lo designó Obispo de Mar del Plata, el 6 de abril de 2011. 

#### Toma de Posesión Canónica
Entró en funciones el 4 de junio de ese año. Se trata de una diócesis creada el 11 de febrero de 1957 por Pío XII, que comprende vastos sectores de la provincia de Buenos Aires, a saber: los partidos de Balcarce, General Alvarado, General Madariaga, General Pueyrredón, Lobería, Mar Chiquita, Necochea, Pinamar y Villa Gesell.

### Renuncia
El 18 de julio de 2017 el papa Francisco aceptó su renuncia canónica, presentada el 9 de marzo de 2017, poco antes de cumplir sus 75 años de edad.